# N-back
n-back任务是一种连续实行任务， 被广泛应用于神经成像中来刺激测试者的大脑活动。 它由 Wayne Kirchner 在1958年提出.

## 任务
N-back任务是一连串的刺激物，该任务要求测试者在当前的刺激物与第n次之前的相符时做出反应。负载因素n可以被调节以改变任务的难度。
例如，一个仅以听觉测试的3-back任务可能要求测试者读以下一串字母：

T L H C H O C Q L C K L H C Q T R R K C H R

当读到加粗字体的字母时，测试者应给出反应，因为这些字母与其三项之前的字母相符。